# Jorge Navas Cordonero

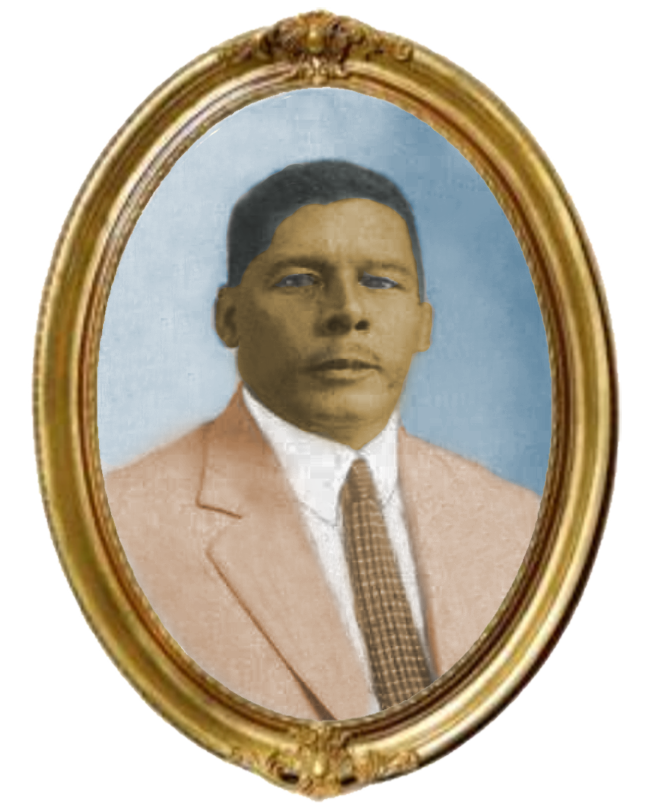

Jorge Bernabé Navas Cordonero (Granada, 11 de junio de 1874 - 14 de agosto de 1968) fue un escultor nicaragüense, considerado el más importante representante de esta rama artística en Nicaragua y uno de los mayores exponentes de la escultura centroamericana durante la primera mitad del siglo XX...
Fue el artista que contribuyó a la decoración de la Basílica Catedral de la Asunción de León. De él, dijo el obispo leonés Simeón Pereira y Castellón:
"Navas Cordonero se encargó de infundir nueva alma a la Catedral calificada, hasta entonces, como "un bello gigante sin alma"."

## Reseña biográfica
Nació en Granada, 11 de junio de 1874. Fueron sus padres don Jorge Navas Morales y doña Dolores Cordonero. 
Sus últimos años los vivió en una casa de su propiedad ubicada en la calle "El Almendro" prolongación de la Calle "Santa Lucía".
Fueron sus hijos Mercedes, Juvenal, Ben Hur, Carlos, Jorge y Juan José, este último cultivo la escultura con gran suceso.

## Inicios
Fue bautizado por el presbítero Inocente Álvarez, en la Iglesia de La Merced, siendo sus padrinos el General Agustín Avilés y Ana Cordonero. Apenas cursó hasta el quinto grado de primaria en la Escuela Municipal siendo sus maestros Mercedes Quintanilla y Julián Malespín.
Jamás pisó ninguna escuela de artes dentro o fuera del país. Fue discípulo del maestro constructor Carlos Ferrey Aragón, quien diseñó la "Capilla de las Ánimas", ubicada en el Cementerio Central de Granada, donde luce como un templo griego en el que está visto como el camposanto museo de Nicaragua.
Sus primeros trabajos se encuentran en la Iglesia La Merced, de su ciudad natal, realizados a finales del siglo XIX e inicios del siglo XX. En esta iglesia, Navas Cordonero empezó los trabajos de decoración de la "Capilla del Sagrado Corazón de Jesús", bajo la supervisión del párroco Monseñor Víctor Manuel Pérez. Su trabajo también se extiende a la Iglesia Xalteva, en donde esculpió a los cuatro evangelistas que coronan el frontispicio. Igual que otros trabajos en el Sagrario de la Catedral de Granada.
Iniciando el siglo XX, el obispo Simeón Pereira y Castellón realizó una visita pastoral a Granada y el párroco de La Merced, Víctor Manuel Pérez, le mostró los avances en la ornamentación de la Capilla del Sagrado Corazón de Jesús. Pereira y Castellón quedó impresionado con el trabajo del escultor, que entonces tenía veintiséis años de edad, que con cemento y cal daba vida a las figuras religiosas y a la cúpula. Más tarde, en 1903, el obispo interrumpió la labor del escultor en esa iglesia y lo llevó a la ciudad de León para iniciar la decoración de la Catedral en 1904.

## Decoración de la Basílica Catedral de León

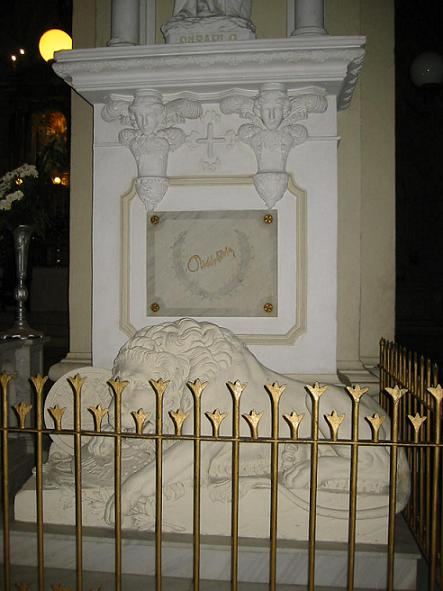
Tumba de Rubén Darío, al pie de la estatua de San Pablo, hecha por Navas Cordonero.

Ya en León, Navas era un desconocido escultor granadino apoyado por el obispo, que no escapó a los viejos rencores entre Granada y León, como resultado de las contiendas fratricidas desde los tiempos de la colonia. Sin embargo, para protegerle, el obispo lo alojó en la residencia episcopal.
Hoy en día, algunos consideran que las obras del artista contribuyeron a sepultar el rencor de antaño entre ambas ciudades, aun cuando durante su labor no faltó quien le invitara a retirarse a Granada. René Schick, años más tarde presidente de Nicaragua, recordaría que le admiraba con simpatía cuando siendo niño pasaba por ahí y se detenía a contemplar su trabajo.
El obispo seleccionó los arreglos y el escultor, a partir de las ideas del eclesiástico, los diseñaba, y ejecutaba. Fue el decorador de la Catedral de León. Salvo el Viacrucis, obra pictórica de Antonio Sarria (1884-1951), todos los adornos del magno monumento colonial de Nicaragua fueron obras suyas.
Algunas esculturas y decoraciones de Navas Cordonero en la Basílica Catedral de la Asunción de León fueron:
- 1. El León doliente sobre la tumba de Rubén Darío, su toque es emotivamente romántico: el rostro, más humanizado que el original, parece llorar por la muerte del poeta. Es uno de los pocos monumentos del mundo al alcance de la mano

- 2. El monumento y la tumba de Simeón Pereira y Castellón

- 3. Jesús entre los doctores, medallón en altorrelieve al fondo de la nave Guadalupe

- 4. Unió las torres con el cuerpo central a través de entablamentos, debajo de los cuales esculpió Los cuatro hércules que sostienen las campanas -"imitando los del Ermitage de San Petersburgo"- (llamados popularmente gigantes y atlantes)

- 5. Erigió Inmaculada Concepción de María, colocándola sobre el cuerpo central "sin perjudicar la contemplación del magno templo"

- 6. Los doce apóstoles colocados en nichos endosados a las pilastras que adornan la nave central, "un trasunto del viejo símbolo medieval que quería ver en los apóstoles las columnas de la iglesia" como afirma el arquitecto mexicano Manuel González Galván

- 7. Los leones en el atrio que resguardan el sacro edificio.

- 8. La ornamentación y la arquitectura corintia en el interior de la Capilla del Sagrario.

- 9. Siete esculturas y un medallón de relieve en el interior de la Capilla del Sagrario.

- 10. Relieve en la parte exterior de la entrada principal.

- 11. Dos pequeños altares a los lados del altar mayor.

- 12. Cinco altares.

- 13. Cuatro grandes relieves dentro del templo.

- 14. Una fachada del seminario "San Ramón".

- 15. Cuatro pequeños relieves en la mesa del Altar Mayor, con los símbolos de los evangelistas.

- 16. Detalle de un Ángel de la capilla del Cristo yacente.

- 17. Columna y Capitel y parte del altar del Cristo yacente.

El pueblo leones al percibir la belleza de las ornamentaciones, respaldó más las obras impulsadas por monseñor Pereira. Sin embargo, tras su muerte, el sucesor Monseñor Nicolás Tijerino y Loásiga bajó el salario al escultor, quien al no encontrar el apoyo y entusiasmo de su antecesor se retiró a Granada en 1928, después de trabajar 24 años en el decorado de la Catedral, con una última escultura para la tumba de su protector, Monseñor Simeón Pereira y Castellón.

## Amistad con Darío
Rubén Darío y Jorge Navas Cordonero, ambos genios prolíferos en su arte, entablaron una clara amistad aunque se desconoce la fecha exacta en que cruzaron palabra por primera vez. El maestro escultor le confió a su hermano Navas y Barraza, las anécdotas siguientes:
" Cuando Rubén Darío llegó enfermo a León, Monseñor Pereira lo visitó inmediatamente. Luego me ordenó que todos los días muy tempranito fuera a visitar al Poeta y que lo tuviera informado del estado de su salud.  Así es que todos los días antes de comenzar mi trabajo iba a saludar al Poeta y a preguntarle cómo había amanecido, para luego informar a monseñor.
 Darío me trataba con especial cariño y amistad; siempre me detenía más de la cuenta y al final me decía: "sigo lo mismo, así dígale a Monseñor".
 Pero en cierta ocasión noté cierta alteración en su rostro y su contestación fue: "sigo mal porque mi dieta de vida es el licor y aquí la dieta que recibo es de muerte".  A continuación me pidió que le llevara escondido una botellita de aguardiente.
 Todo se lo conté al Señor Obispo. " Muy bien, mañana le va llevar el licor que lo va a curar".
 Puso en una botella que había contenido agua de florida, después de lavarla muy bien, una buena dosis de agua bendita traída de la gruta de Lourdes, de Francia,  a la cual agregó un poco de licor para que tuviera el olor.  Al día siguiente se la llevé al poeta, quien, después de probarla, me la arrojó a la cara diciéndome que yo también lo quería envenenar. Monseñor le aclaró la situación, pero él rehusó tomar el agua de Lourdes. Más tarde Darío se veía más sereno.
 En cierta ocasión me llamó a su lado y me preguntó:
 — "Maestro, si yo muero ¿qué pondría usted sobre mi tumba?"
Le contesté: — "Un león doliente".
 Él me dijo: — "¿Entonces debo encomendarme a San León?"
 Mi respuesta fue: — "No, es tu pueblo querido, tu León que por siempre te llorará".
 Le cumplí mi palabra. El León llora con una garra sobre el arpa y con otra sostiene un ramo de laurel. "
Su obra más representativa es quizás el "León doliente" postrado sobre la tumba del poeta Rubén Darío. Cuando en ocasión del Centenario Dariano (1967), algunas autoridades pensaron en sustituirlo por uno igual de mármol, un experto italiano, después de examinarlo, dijo que "era una verdadera obra de arte irrepetible" revestido de un toque emotivo más humanizado que el "León moribundo de Lucerna o León herido de Lucerna", Suiza, al cual imita, obra del escultor danés Bertel Thorvaldsen. Ante la idea de cambio el pueblo leonés se opuso, hubo un debate público y la prensa nacional no fue capaz de mencionar el nombre de su autor porque lo desconocía.

## La genialidad del escultor
Aunque Navas no concluyó sus estudios de educación primaria y jamás pisó escuela de arte alguna, fue prolífero desde la herencia artesanal colonial, con sus limitaciones técnicas que superó con creatividad artística intrínseca. Prefirió trabajar con cemento por su plasticidad, lo mezclaba con cal, agua y arena. Para pulir el acabado utilizaba cal y leche de vaca a la que agregaba una tintura de azul de Prusia, logrando darle un aspecto "marmóreo".
Su obra escultórica es dispersa y difícil de identificar porque carece de firma. Se encuentra obras suyas en
la Capilla del Sagrario de la Catedral de Granada;
las iglesias de Xalteva y La Merced (en cuyo jardín se erige la estatua de Monseñor Víctor Manuel Pérez) en Granada;
la iglesia parroquial de Diriomo (esculturas de San José, Virgen de Candelaria y San Simeón);
en el parque central de Matagalpa (la estatua en homenaje A La Madre Nicaragüense)
en la iglesia de San Antonio (el Cristo de la parte superior, destruido en 1972
numerosas estatuas religiosas e históricas de monjes y ángeles en tumbas y mausoleos de varios panteones del país.

## Reconocimientos
- Orden "Jorge Bernabé Navas Cordonero" conforme a Decreto Legislativo de la  Asamblea Nacional de Nicaragua que aprobó y promulgó la Ley Creadora de la misma, en homenaje al padre de la escultura nicaragüense y que a la vez sirva para reconocer el trabajo artístico de los escultores nicaragüenses.
- Hijo Dilecto de Granada declarado póstumamente por el Concejo Municipal de su ciudad natal.